# Sopressata

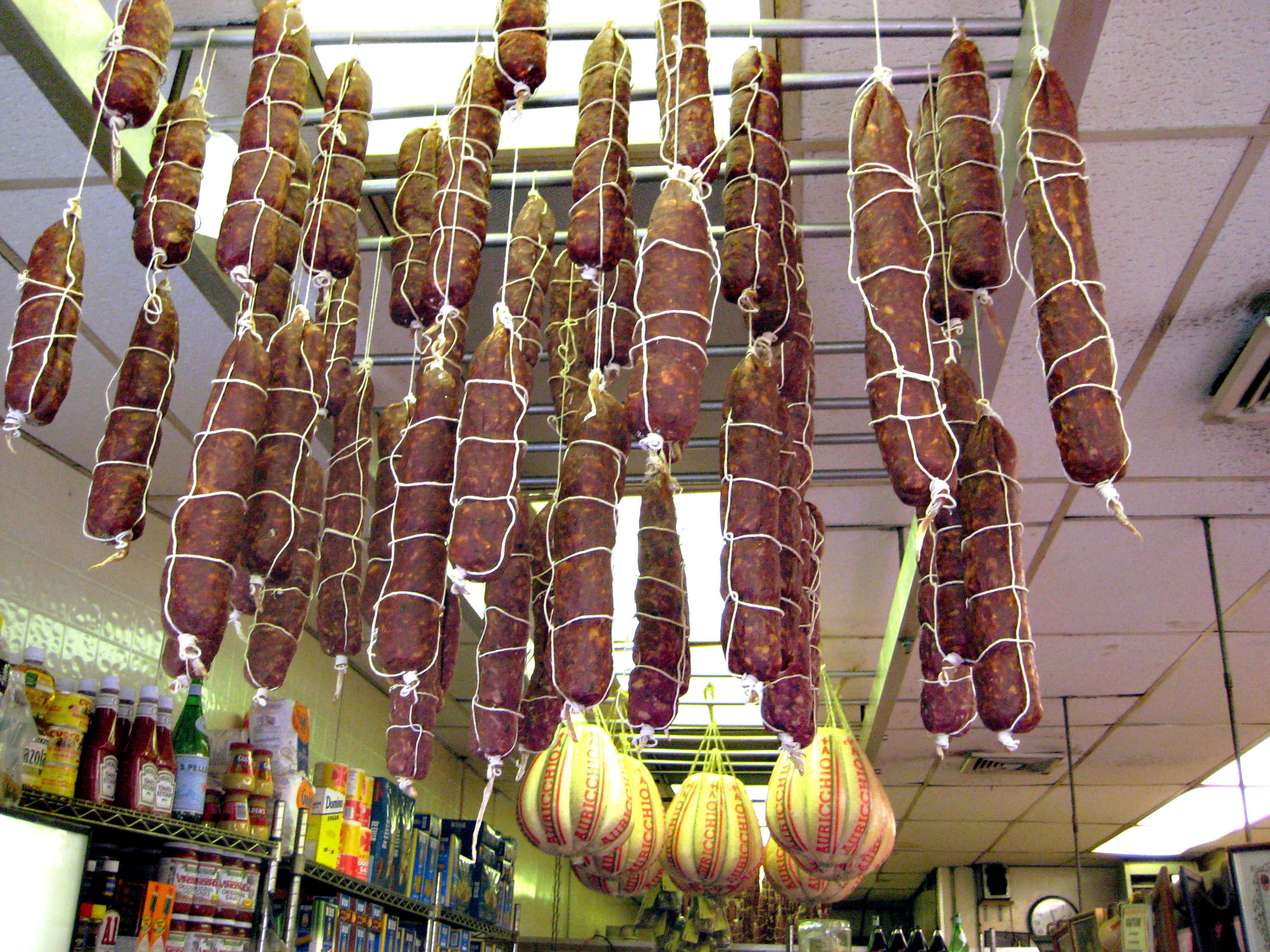
Sopressata artesana colgada curándose.

La sopressata (en italiano soppressata) es un embutido. También denominado salami curado italiano. Se elaboran dos variedades principales: una salchicha curada típica de Basilicata, Apulia y Calabria; y otra, un salami sin curar muy diferente, originaria de la Toscana y Liguria. Cada uno de estos tipos goza del estatus de prodotto agroalimentare tradizionale.

## Preparación
La sopressata puede hacerse con jamón fresco, así como con otros cortes. Tradicionalmente se emplea carne de cerdo, aunque a veces puede hacerse de ternera. La carne se prensa o pica gruesa, como con otros salamis. El prensado proporciona un aspecto irregular y rústico cuando se corta.
La sopressata es una especialidad del sur de Italia, y a menudo incluye pimiento chile (aunque, como con todos los salamis, los condimentos cambian).
La salchicha se cuelga para que se seque de 3 a 12 semanas, según su diámetro, y pierde cerca del 30% de su peso inicial. La sopressata curada suele almacenarse en tarros con aceite de oliva. Es común cortarla fina y ponerla sobre crackers o sándwiches, o comerla sola. La sopressata se está convirtiendo en una alternativa popular en lugar del pepperoni como ingrediente para pizzas en algunos locales de Estados Unidos.

## Variedades
- Soppressata di Basilicata, producida principalmente en Rivello, Cancellara, Vaglio y Lagonegro. La soppressata di Puglia de Martina Franca es especialmente afamada. La soppressata di Calabria goza de denominación de origen, siendo especialmente renombrada la producida en Decollatura.
- Sopressata Tuscana, hecha con los cortes sobrantes del cerdo. Primero se cuece la cabeza varias horas. Cuando está hecha, se toma toda la piel y la carne, incluyendo la lengua, y se pica, condimenta y embute en un pellejo largo. El caldo de cocción se vierte para cubrir la mezcla y se cuelga, de forma que el líquido espese y una todo junto. Es parecido al queso de cabeza y al presskopf alemán.